# Нікополь (артилерійський катер)
Нікополь (P176, до 2018 р. U176) — малий броньований артилерійський катер проєкту 58155 «Гюрза-М» Військово-Морських Сил України. Був спущений на воду у 2017 році, і прийнятий до складу ВМСУ у 2018 році.
У листопаді 2018 року разом з командою захоплений росіянами в районі Керченської протоки під час походу з Одеси до Маріуполя.

## Історія
Належить до другої партії МБАК, в якій враховано досвід експлуатації першої партії. В конструкцію внесено низку змін, оскільки ходові випробування перших двох МБАКів показали, що вони не виходять на заплановану максимальну швидкість у 25 вузлів. Тому в конструкцію чотирьох наступних катерів внесені зміни: замінений гребний гвинт та здійснений перерахунок валової лінії. Це дозволило вийти на номінальні показники швидкості у понад 25 вузлів. Змінено компонування машинного відділення — встановлений захист валової лінії для покращення техніки безпеки під час експлуатації, а також замінене розташування пожежного насоса в житловому відсіку.
Всього в конструкцію бронекатерів внесено близько сімдесяти змін. Також на катери встановлене «додаткове оснащення» що має стати «несподіванкою для супротивника».
Хрещеною матір'ю корабля стала волонтер і суспільна діячка Ірина Перкова.
5 грудня 2017 року відбулась урочиста церемонія найменування чотирьох новозбудованих катерів, які отримали назви «Вишгород», «Кременчук», «Лубни» та «Нікополь». Також у Чорному морі проведене тактичне навчання малих броньованих артилерійських катерів у складі 6 одиниць (24 ОДнРК), за яким, перебуваючи на борту фрегата «Гетьман Сагайдачний» спостерігав командувач ВМС України.
Включений до корабельного складу ВМС України 1 липня 2018 року.

### Інцидент у Керченській протоці
25 листопада 2018 року МБАКи «Бердянськ», «Нікополь» та рейдовий буксир «Яни Капу» здійснювали плановий перехід з порту Одеси до порту Маріуполь Азовського моря. Буксир «Яни Капу» зазнав тарану з боку російського прикордонного корабля «Дон».
Близько 20:10 за Київським часом катери були атаковані ЗС РФ під час відходу на місце базування. Катери зазнали вогневого ураження та втратили можливість самостійно продовжувати рух. У результаті, близько 20:50 за Київським часом, катери разом з екіпажем захопленні спецпідрозділами ФСБ Росії.
За офіційними російськими даними до атаки на українські катери залучені вертольоти Ка-52. Так, гелікоптер Ка-52 здійснив переслідування та в нейтральних водах зупинив малий броньований артилерійський катер «Нікополь», до якого підійшов малий протичовновий корабель Чорноморського флоту РФ «Суздалец».
До 19 червня 2019 року катери «Бердянськ» та «Нікополь» відбуксовано від причалу в Керчі у невідомому напрямку. Між 19 та 25 червня звідти ж відбуксовано і рейдового буксира «Яни Капу».

### Повернення
18 листопада 2019 був повернений Росією Україні поблизу мису Тарханкут у відкритому морі. Відбуксований до Очакова 20 листопада 2019.
З 20 листопада 2019 року до початку лютого 2020 року на повернутих катерах проводили слідчі дії та експертизи, а також був складений перелік майна, знятого або викраденого росіянами.
28 лютого 2020 року катери були помічені у Миколаєві при час переходу на ремонт. Один з катерів здійснював перехід самостійно, інший йшов на буксирі. Ймовірно самостійно здійснював перехід малий броньований артилерійський катер «Нікополь» (P176), що в ході захоплення не був обстріляний на відміну від катеру «Бердянськ» (P175).
В останніх числах січня, початку лютого 2021 року українські катери та морська авіація ВМС ЗС України провели спільні навчання типу PASSEX з кораблями ВМФ США. Від Сполучених Штатів у маневрах брав участь корабель комплексного забезпечення USNS Laramie (T-AO 203) та ракетний есмінець USS Porter (DDG-78). З боку надводних сил Військово-Морських Сил ЗС України до тренувань залучили один патрульний катер типу Island та два малі броньовані артилерійські катери — «Нікополь» та «Костопіль». З повітря прикривав роботу гелікоптер Морської авіації ВМС ЗС України Мі-14 з бортовим номером 37.
У листопаді 2022 року отримав пошкодження внаслідок атаки російського баражуючого боєприпасу «Ланцет».

## Командування
- (2018) старший лейтенант Небилиця Богдан Павлович. В жовтні 2018 року з'явилася інформація, що Богдан мав стати командиром патрульного катера типу «Айленд»[14].